# Паредес, Эстебан
Эсте́бан Эфраи́н Паре́дес Кинтани́лья (исп. Esteban Efraín Paredes Quintanilla; 1 августа 1980, Сантьяго) — чилийский футболист, атакующий полузащитник и нападающий.

## Карьера
Эстебан Паредес начал карьеру в клубе «Сантьяго Морнинг» в 2000 году. Затем играл в клубе Пуэрто-Монтт и вновь в «Сантьяго Морнинге». В 2004 году Паредес выступал за клуб «Универсидад» (Консепсьон), в составе которого участвовал в розыгрыше Кубка Либертадорес. Позже Паредес играл за мексиканскую команду «Пачука Хуниорс». Потом вновь за «Сантьяго Морнинг» и клуб «Кобрелоа». В 2009 году Паредес забил в Апертуре 17 голов, причём 4 из них в одной игре против своего бывшего клуба, «Универсидада».
Летом 2009 года Паредес перешёл в клуб «Коло-Коло», заплативший за 50 % трансфера полузащитника 500 тыс. долларов. В клубе Паредес заменил Лукаса Барриоса, проданного в дортмундскую «Боруссию». В первом же сезоне Паредес выиграл с клубом чемпионат Чили, в розыгрыше которого забил 6 голов в 15-ти играх, из них два гола в финальной игре с клубом «Универсидад Католика». Всего в первом сезоне он забил в чемпионате 26 голов, став на 14-е место среди лучших бомбардиров мира в сезоне.

## Международная карьера
В составе сборной Чили Паредес дебютировал 16 августа 2006 года в матче с Колумбией. После трёх игр, Паредес на несколько лет выбыл из составе сборной. Лишь в мае 2009 года он вернулся в стан национальной команды, участвуя в розыгрыше Кубка Кирин. 12 августа 2009 года Паредес забил первый мяч в составе чилийцев, поразив ворота Дании. В том же году он забил первый официальный мяч за сборную в матче отборочного турнира чемпионата мира 2010 в ворота Эквадора, принеся победу своей команде со счётом 1:0. В 2010 году Паредес стал основным форвардом команды, забив в первых 4 играх 3 гола, два из которых в ворота Панамы.

## Достижения

### Командные
- Чемпион Чили: 2009 (Клаусура), 2014 (Клаусура), 2015 (Апертура), 2017
- Обладатель Кубка Чили: 2016
- Обладатель Суперкубка Чили: 2017, 2018

### Личные
- Лучший бомбардир чемпионата Чили: 2009 (Апертура) (17 голов), 2011 (Клаусура) (14 голов), 2014 (Клаусура) (16 голов), 2014 (Апертура) (12 голов), 2015 (Клаусура) (11 голов)
- Член символической сборной чемпионата Чили (El Gráfico): 2009[11], 2011, 2014, 2015
- Член символической сборной чемпионата Чили (ANFP): 2011, 2014, 2015
- Обладатель «Золотой бутсы» Чили (ANFP): 2011
- Лучший бомбардир чемпионата Мексики: 2012/2013 (12 голов)
- Обладатель «Золотой бутсы» Чили (El Gráfico): 2014
- Лучший бомбардирКубка Чили: 2015 (7 голов), 2016 (8 голов)
- Лучший игрок Кубка Чили: 2016
- Футболист года в Чили: 2018